# Age of Empires: The Rise of Rome
Age of Empires: The Rise of Rome – oficjalny dodatek do gry Age of Empires. Został wydany w 1998 roku.

## Rozgrywka
Główna mechanika gry nie uległa zmianie. Nadal chodzi o całkowitą dominację na mapie z pomocą siły militarnej, rozwoju technologicznego, religijnego (zajęcie ruin, bądź artefaktów) lub z pomocą Cudu.

## Fabuła
Dodatek daje nam możliwość pokierowania Rzymianami podczas 4 kampanii. Pierwsza z nich opowiada o założeniu Rzymu – począwszy od budowy strażnic na każdym z siedmiu wzgórz starożytnego miasta, oraz pokazuje początek dziejów jednego z największych państw starożytności. Kampania obejmuje czasy od IV w. p.n.e. do 84 r. p.n.e. (zdobycie przez Rzymian Pontu).

Druga kampania przybliża nam życie Cezara, jednego z najsłynniejszych cesarzy rzymskich i obejmuje czasy od 84 r. p.n.e. (uwolnienie Cezara z niewoli piratów grasujących po Morzu Śródziemnym) do 48 r. przed Chrystusem (walka pomiędzy Cezarem a Pompejuszem).

Kolejna kampania przybliża nam historię Pax Romana (pokoju rzymskiego), ostatnia natomiast opowiada o wrogach Imperium (Septimius Odenathus, Hannibal, Spartakus).